# ジョージ・カートレット (初代カートレット男爵)
初代カートレット男爵ジョージ・カートレット（英語: George Carteret, 1st Baron Carteret、1667年7月 – 1695年9月22日）は、イングランド王国の貴族、政治家。

## 生涯
フィリップ・カートレット（1672年5月28日没）とジェマイマ・モンタギュー（Jemima Montagu、初代サンドウィッチ伯爵エドワード・モンタギューの娘）の息子として生まれた。
1672年5月28日に父が、1680年1月に祖父にあたる初代準男爵ジョージ・カートレットが死去すると、準男爵位を継承した。その後、1681年10月19日にハウネスのカートレット男爵に叙され、貴族院でホイッグ党の一員として投票した。
1695年9月22日に死去、30日に埋葬された。長男ジョンが爵位を継承した。

## 家族
1675年3月15日、グレース・グランヴィル（1667年頃 – 1744年、初代バース伯爵ジョン・グランヴィルの娘。後に初代グランヴィル女伯爵に叙爵）と結婚、下記の子女を儲けた。
- ジョン（1690年 – 1763年） - 第2代カートレット男爵、第2代グランヴィル伯爵、子供あり
- フィリップ（1692年 – 1711年）